# 読売 Y-1

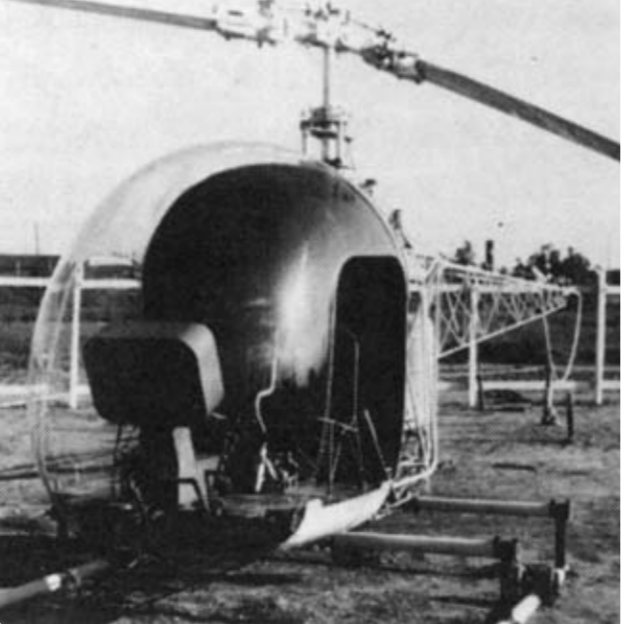
読売 Y-1

読売 Y-1（よみうり - ）は、日本において第二次世界大戦後初めての国産ヘリコプターとして開発が進められていた機体である。開発遅延のため実際に飛行することは無かった。

## 概要
第二次世界大戦で敗北した日本は一切の航空機の開発と生産が禁止されていたが、1952年（昭和27年）にサンフランシスコ講和条約が発効し、日本の独立が回復するとともに、航空機開発も解禁された。
読売新聞社は、この航空再開記念事業として初の国産ヘリコプターの開発を提唱し、日本ヘリコプタ研究会が1952年5月に結成された。形式名は「読売 Y-1」と命名されたが、実際の研究開発は旧陸軍の航空技術将校を集めた東京機械化工業が中心となり、通商産業省（現経済産業省）工業技術院から試作研究補助金を受けた。
運輸省航空局から機体記号JA7009として登録されたが、エンジンのトランスミッションが外国企業の特許権を侵害しているとされたため、特許に触れないように別の複雑な機構開発に手間取り、実機が完成したのは1954年（昭和29年）10月のことであった。東京都の多摩川河川敷にあった読売玉川飛行場で3年近く地上試運転をつづけたが、振動を低減する必要など様々な改良が必要となり、1958年（昭和33年）3月に開発が打ち切られ、飛行することは無かった。
1965年（昭和40年）に東京都立航空工業高等専門学校（現東京都立産業技術高等専門学校南千住キャンパス）に寄贈され格納庫に長く保存されていたが、移転時に新築された科学技術展示館にて保存公開されている。

## 機体概要
- 全長：12.2 m（メートル）
- 高さ：3.60 m
- ロータ直径：10.0 m
- 全備重量：750 kgf（重量キログラム）
- 最大速度：156 km/h（キロメートル毎時） （推定値）
- エンジン：瓦斯電 神風3型 空冷星型レシプロ 150 hp（馬力）